# Charles-Urbain de Chanclos de Rets de Brisuila

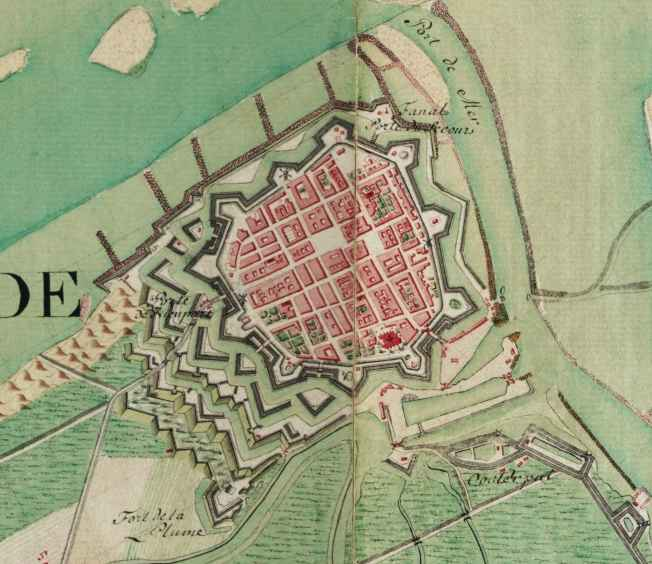
Fort van Oostende in de Oostenrijkse tijd, kaart van graaf de Ferraris.

Charles Urbain de Chanclos de Rets (de) Brisuila (Namen, oktober 1686 – Brussel, 19 februari 1761) was veldmaarschalk in de Oostenrijkse Nederlanden. Hij was eerst commandant van Oostende en van Luxemburg-stad en later stafchef van de troepen in de Oostenrijkse Nederlanden. Geboren als jonkheer verkreeg hij de titel van graaf voor bewezen diensten aan Oostenrijk.

## Levensloop

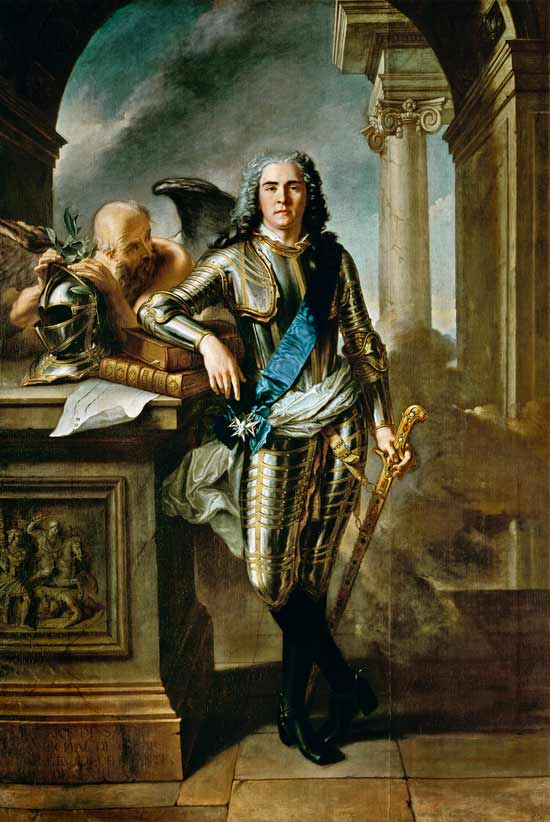
De Franse maarschalk van Saksen bestormde de Oostenrijkse Nederlanden en de Noordelijke Nederlanden (1745-1748), terwijl Chanclos de Oostenrijkse troepen aanvoerde.

### Familie
Jonkheer Chanclos werd geboren in de adellijke familie Chanclos de Rets, met verblijf in het Oostenrijks graafschap Namen. De familie was een eeuw tevoren verhuisd van de Languedoc naar de Spaanse Nederlanden. Zijn vader, jonkheer Denis-François-Urbain de Retz de Brisuila de Chanclos, was generaal in de Oostenrijkse Nederlanden, alsook commandant van Oudenaarde. De familie kende bestuurders in de Staten van Namen.

### Militaire carrière
Chanclos was in 1726 opgeklommen tot de rang van kolonel in het Oostenrijkse leger. In 1734 was hij generaal. Hij werd in 1738, commandant van het fort en de stad Oostende, wat hij zijn leven lang zou blijven. Aanvankelijk verbleef hij niet in Oostende. Hij was op militaire campagne in Hongarije en aan de Rijn, in het gezelschap van de jonge landvoogd, Karel van Lotharingen. Chanclos werkte ook als kamenier van Frans II, groothertog van Toscane, vanaf 1738. Vanaf 1740 was hij, naast Oostende, commandant van Luxemburg-stad. In hetzelfde jaar 1740 ontving hij van keizerin Maria-Theresia de titel van graaf, omwille van zijn militaire verdiensten voor het Habsburgse huis. De adelsbrief vermeldde het feit dat Chanclos vanaf jonge leeftijd in het leger ging. Na 1740 keerde Chanclos terug naar Oostende. Hij trof het fort van Oostende in erbarmelijke staat aan. Oostende was een van de Barrièresteden en huisvestte daarom Engelse troepen en, in mindere mate, troepen uit de Republiek der Verenigde Provinciën. De Engelse militairen kloegen bij maarschalk van Königsegg, de Oostenrijkse opperbevelhebber, erover dat er meer kanonniers dan kanonnen waren. In 1745 openden de Fransen een nieuw front in de Oostenrijkse Successieoorlog. De troepen van maarschalk Maurits van Saksen overrompelden de Oostenrijkse Nederlanden (1745-1748), en trokken richting de Republiek der Verenigde Provinciën.

### Beleg van Oostende (1745)
Na de Slag bij Fontenoy in mei 1745 veroverden de Fransen veroverden snel Knokke, Gent en Brugge (juli 1745) en sloegen het beleg voor Oostende. Na een kort, bloedig gevecht ondertekende Chanclos op 23 augustus 1745 de overgave van het fort van Oostende, samen met graaf Ulrich van Löwendal, commandant van de Franse belegeraars, waarna Chanclos de stad verliet.
De val van Oostende betekende niet het einde van de carrière van generaal Chanclos. In oktober 1745 werd hij bevorderd tot bevelhebber van de Oostenrijkse troepen in de Zuidelijke Nederlanden. Hij volgde maarschalk van Königsegg op, die in ongenade was gevallen. Zo had Chanclos direct te maken met de Franse opperbevelhebber, maarschalk Maurits van Saksen. Een vermeldenswaardig feit is dat het hertogdom Luxemburg, de enige provincie in de Oostenrijkse Nederlanden was, die de Fransen niet bezetten. Chanclos verbleef als commandant niet in Luxemburg.

### Stafchef
Na de Vrede van Aken (1748) verlieten de Fransen de Zuidelijke Nederlanden en keerde het Oostenrijks bewind terug. Chanclos kreeg de hoge militaire graad van veldmaarschalk, en hiermee, de functie van stafchef van de Oostenrijks-Nederlandse troepen en werd het hoofd van de Generale Staf in Brussel (1754). Dit bleef hij tot zijn dood in 1761.
Chanclos stierf in Brussel (1761), in de parochie van Onze-Lieve-Vrouw-ter-Zavel. Zijn vrouw Maria Ludovina Philippina du Bost d’Esch, grootmeesteres van het hof van Maria-Theresia overleefde hem vele jaren en stierf in 1785. Het echtpaar had 6 kinderen: Marie-Léopoldine, Charlotte Françoise Jozef, Joséphine, Lamoral, die sneuvelde in Bohemen (1777), Thérèse en een dochter met onbekende naam die in het klooster was. De naam Chanclos de Rets stierf met deze generatie uit.